# Zatoka Liverpoolska
Zatoka Liverpoolska (ang. Liverpool Bay, wal. Bae Lerpwl) – płytka zatoka we wschodniej części Morza Irlandzkiego, położona u zachodnich wybrzeży Wielkiej Brytanii. W zatoce występują wysokie pływy morskie, od 8 do 10 m. Główne miasto i port nad zatoką – Liverpool.